# Polychloorterfenyl

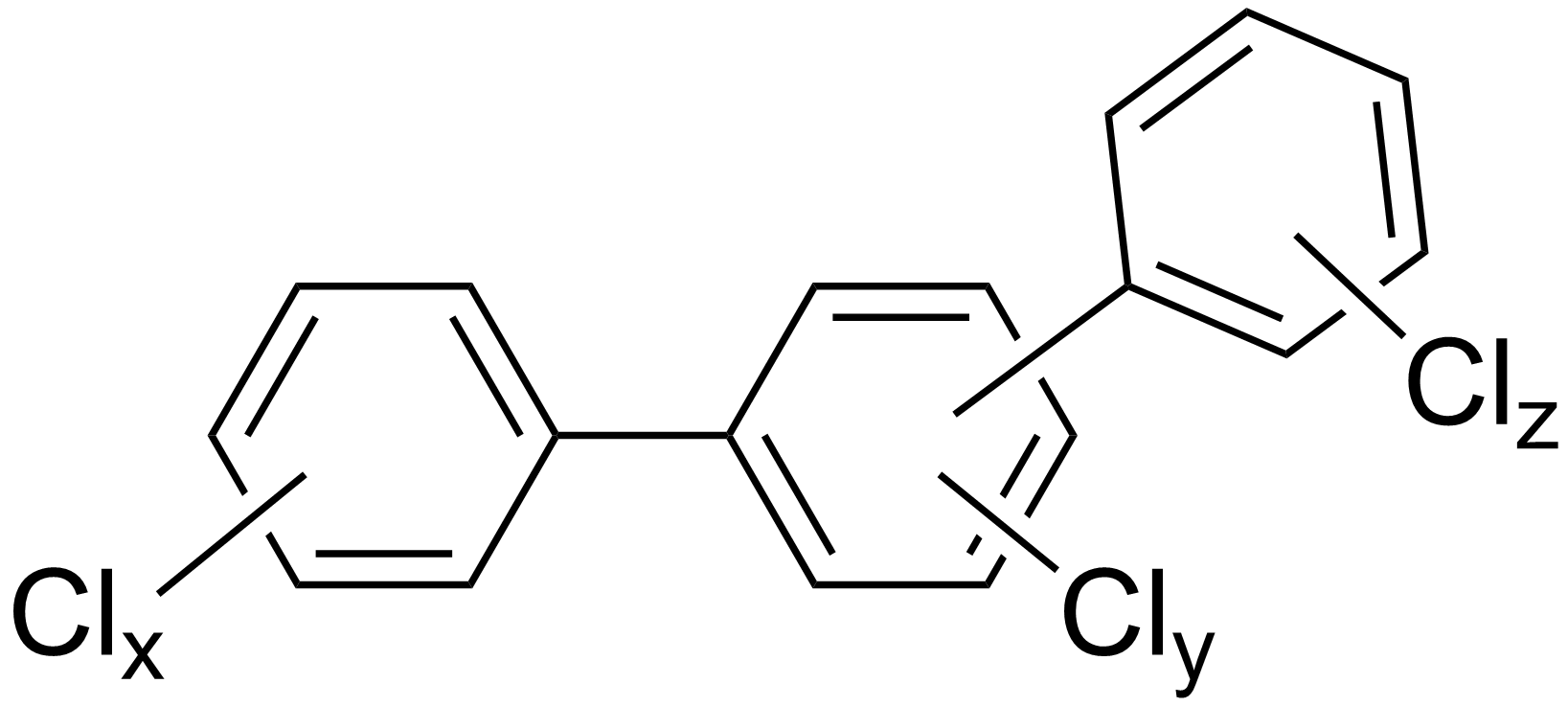
Algemene structuurformule van een PCT.

Polychloorterfenylen of PCT's vormen een groep van gechloreerde terfenylen. De algemene brutoformule is C18H14-xClx. De groep vormt een variant van de PCB's (polychloorbifenylen). PCT's hebben gelijkaardige eigenschappen als PCB's.
Polychloorterfenylen bezitten een zeer lage elektrische conductiviteit, zijn resistent aan hoge temperaturen, alkalimetalen, alkalimetaalverbindingen en sterke zuren. Ze zijn niet ontvlambaar en onoplosbaar in water.
Polychloorterfenylen werden vroeger gebruikt als thermische geleider in elektrische transformatoren, als weekmaker, als smeermiddel en als vlamvertrager. Door negatieve milieu-effecten en carcinogene eigenschappen wordt deze stof niet meer commercieel geproduceerd.
De handel in PCT's werd vastgelegd in het Verdrag van Rotterdam.